# Theodor Gomperz
Theodor Gomperz (29 de marzo de 1832 - 29 de agosto de 1912), fue un filósofo y filólogo austríaco

## Biografía
Nació en 1832 en Brünn (actual Brno), siendo el hijo menor de ocho hermanos de una familia de la alta burguesía germano-judía. Allí estudió y en 1850 se trasladó a Viena, donde se formó con Hermann Bonitz. En 1853 tradujo los escritos filosóficos de John Stuart Mill. Trabajó como editor entre 1869 y 1880. En 1855 fue redactor del periódico liberal Die Grenzboten.
En 1867 opositó a una cátedra en Viena, y fue profesor no titular en 1868. En 1869 se lo nombró profesor auxiliar, y logró obtener en 1873 una plaza como profesor numerario de Filología clásica. En 1869 se casó con Elise von Sichrovsky, con la que tuvo tres hijos. En 1893 fue Consejero de la Corte, y en 1896 fue distinguido con el «Distintivo honorífico del arte y las ciencias», con lo que entró a formar parte de la llamada «Tabla imperial». En 1901 Ingresó como miembro en la Cámara Alta, y con un retiro anticipado se concentró en su magna obra titulada Griechische Denker: Geschichte der antiken Philosophie (traducción española: Pensadores griegos). Muere a los 80 años en 1912, poco después de que se le ofreciera dar clases sobre Platón en el Collège de France, de París. Gomperz fue amigo de Sigmund Freud, quien recomendaba la lectura de la obra principal de Gomperz como uno de los grandes libros de su tiempo.

## Obra
Su carrera científica comenzó al descifrar los papiros herculanos, la mayoría textos filosóficos de la escuela epicúrea (Herkulanische Studien, 1865, dos tomos). Su fama internacional como filólogo clásico se forjó también gracias a su traducción e interpretación de la Poética de Aristóteles.
Su obra principal es la ya mencionada Pensadores griegos, un importante estudio sobre la historia de la filosofía griega desde los presocráticos hasta Aristóteles y sus sucesores en el período helenístico. Dicha obra apareció en tres volúmenes entre 1896 y 1909 en Viena. En 1912 ya estaba traducida al inglés, al francés y al ruso. Entre 1932 y 1934 se tradujo al italiano, al hebreo en 1931 y al español en 1952. La primera edición en español (agotada) la imprimió en Buenos Aires la editorial Guaranía de Asunción de Paraguay, y en el año 2000 fue revisada y editada por la editorial Herder de Barcelona, a partir de la revisión de la traducción española y la edición alemana de 1996 (Eichborn, Fráncfort).
Los títulos de las principales obras de Gomperz son:
- Demosthenes der Staatsmann (1864)
- Philodemi de ira liber (1864)
- Traumdeutung und Zauberei (1866)
- Herculanische Studien (1865-1866)
- Beitrage zur Kritik und Erklarung griech. Schriftsteller (7 vols, 1875-1900)
- Neue Bruchstucke Epikurs (1876)
- Die Bruchslucke der griech. Tragiker und Cobets neueste kritische Manier (1878)
- Herodoteische Studien (1883)
- Ein bisher unbekannies griech. Schriftsystem (1884)
- Zu Philodems Buchern von der Musik (1885)
- Über den Abschluß des herodoteischen Geschichtswerkes (1886)
- Platonische Aufsatze (3 vols, 1887-1905)
- Zu Heraklits Lehre und den Überresten seines Werkes (1887)
- Zu Aristoteles Poetik (2 parts, 1888-1896)
- Über die Charaktere Theophrasts (1888)
- Nachlese zu den Bruchstücken der griechischen Tragiker (1888)
- Die Apologie der Heilkunst (1890)
- Philodem und die astheiischen Schriften der herculanischen Bibliothek (1891)
- Die Schrift vom Staatswesen der Athener (1891)
- Die jüngst entdeckten Überreste einer den platonischen Phaedon enthaltenden Papyrusrolle (1892)
- Aus der Hekale des Kallimachos (1893)
- Essays und Erinnerungen (1905)
- Die Apologie der Heilkunst. Eine griechische Sophistenrede des 5. vorchristlichen Jahrhunderts (1910)
- Hellenika. Eine Auswahl philologischer und philosophiegeschichtlicher kleiner Schriften (1912)
- Griechische Denker: Geschichte der antiken Philosophie (3 vols., Leipzig, 1896 and 1909)

También supervisó la traducción de las obras completas de John Stuart Mill (12 vols., Leipzig, 1869-1880).